# 1994년 LG 트윈스 시즌
1994년 LG 트윈스 시즌은 LG 트윈스가 KBO 리그에 참가한 5번째 시즌으로, MBC 청룡 시절까지 합하면 13번째 시즌이다. 이광환 감독이 팀을 이끈 3번째 시즌으로, 팀은 2위 태평양 돌핀스에 무려 11.5경기 차로 앞선 1위로 정규 시즌을 마쳤으며, 한국시리즈에서는 태평양 돌핀스를 4승 무패로 꺾고 창단 두 번째 통합 우승을 달성했다.
한편, 이상훈이 선발로만 18승을 기록하여 역대 1호 좌완 최다 선발승 타이틀(조계현과 공동 1위)을 차지했으며 다음 해 선발로만 20승을 거둬 2년 연속 최다 선발승 타이틀을 차지한 한편 1985년 김일융과 역대 단일시즌 좌완 최다 선발승 타이 기록을 세웠으나 두 선수의 기록은 2014년 밴 헤켄 2017년 양현종에 의해 타이가 됐다.

## 타이틀
- KBO 골든글러브: 김동수 (포수), 서용빈 (1루수), 박종호 (2루수), 한대화 (3루수), 김재현 (외야수)
- KBO 신인상: 류지현
- 올스타 선발: 박종호 (2루수), 한대화 (지명타자)
- 올스타전 추천선수: 이상훈, 서용빈
- 한국시리즈 MVP: 김용수
- 컴투스프로야구2013 레전드 카드: 서용빈
- 컴투스프로야구2022 타이틀홀더 라인업: 류지현 (유격수)
- 컴투스프로야구 내일은 신인왕 라인업: 류지현 (유격수)
- 컴투스프로야구 나때는 말이야 라인업: 류지현 (유격수)
- 컴투스프로야구 가을의 전설 라인업: 김용수 (마무리투수)
- 컴투스프로야구 선정 타자 신바람 3총사: 김재현, 서용빈, 류지현
- 출장(타자): 류지현, 서용빈 (126)
- 타석: 류지현 (574)
- 실질타석: 류지현 (560)
- 3루타: 박종호, 노찬엽 (6)
- 선발등판: 김태원 (28)
- 다승: 이상훈 (18)

### 퓨처스리그
- 3루타: 김항룡 (4)
- 세이브: 이병석 (3)
- 북부리그 탈삼진: 이병석 (50)

## 선수단
- 선발투수 : 김태원, 이상훈, 정삼흠, 인현배, 김기범
- 구원투수 : 차동철, 민원기, 차명석, 강봉수, 박철홍, 박창현, 최승민, 신동수, 오희주
- 마무리투수 : 김용수, 전일수, 김유진
- 포수 : 김동수, 김정민, 당신상
- 1루수 : 서용빈, 김선진, 최동수
- 2루수 : 박종호, 이종열
- 유격수 : 류지현, 조양근
- 3루수 : 한대화, 윤찬
- 좌익수 : 노찬엽, 김태민
- 중견수 : 박준태, 서효인
- 우익수 : 김재현, 최훈재
- 지명타자 : 김영직, 허문회, 조필현, 조병일, 박재호, 이우수, 최규하

## 여담
- 김선진은 태평양 돌핀스와의 한국시리즈 1차전에서 한국시리즈 사상 최초의 끝내기 홈런을 쳤다.
- 5월 26일 쌍방울 레이더스와의 경기에서 팀은 10번의 도루를 성공하여 KBO 리그 역대 한 경기 최다 도루 기록을 세웠다.
- 박종호는 올스타 2루수 부문에 뽑혀 KBO 리그 역대 양손 타자 중 처음으로 올스타전에 출전했다. 또한 KBO 리그 사상 최초로 단일 시즌 규정 타석을 채운 스위치 타자가 되었다.
- 김재현은 구단 사상 최초로 단일 시즌 규정 타석을 채운 10대 외야수이자 KBO 리그 사상 최연소 규정 타석 충족 외야수가 되었다.
- 당시 데뷔 시즌이었던 만 19세 김재현은 호타준족 지수 21, WAR 5.16으로 KBO 리그 역대 10대 타자 단일 시즌 겸 통산 최고 기록을 세웠으며, 공격 WAR도 6.23으로 해당 부문 최고 기록이었으나, 수비 WAR은 -1.07로 최하위에 그쳤다. 또한 사구로 12번, 고의4구로 2번 출루해 해당 부문 최다 기록을 세웠다.
- 이 시즌에 KBO 리그 사상 처음으로 우승 반지가 제작되었다.

## 같이 보기
- 1990년 LG 트윈스 시즌
- 1995년 LG 트윈스 시즌
- 1997년 LG 트윈스 시즌
- 1998년 LG 트윈스 시즌
- 2002년 LG 트윈스 시즌